# Beautiful Boy
Beautiful Boy är en amerikansk biografisk dramafilm från 2018 i regi av Felix van Groeningen. Den hade premiär på Toronto International Film Festival 7 september 2018. Filmen är baserad på memoarerna Beautiful Boy: A Father's Journey Through His Son's Addiction av David Sheff och Tweak: Growing Up on Methamphetamines av Nic Sheff.

## Handling
Filmen skildrar David Sheff i hans försök att hjälpa sin son Nic, som vid 18 års ålder blivit beroende av metamfetamin. 

## Rollista (i urval)
- Steve Carell - David Sheff
- Timothée Chalamet - Nicholas "Nic" Sheff
  - Jack Dylan Grazer - 12-åriga Nic Sheff
  - Zachary Rifkin - 8-åriga Nic Sheff
  - Kue Lawrence - 4-åriga-6-åriga Nic Sheff
- Maura Tierney - Karen Barbour-Sheff
- Amy Ryan - Vicki Sheff
- Christian Convery - Jasper
- Oakley Bull - Daisy

## Priser och nomineringar (i urval)
2018 vann Felix van Groeningen pris på Hollywood Film Awards för sin regi, och Timothée Chalamet vann pris för sin roll som Nic Sheff.
2019 blev Timothée Chalamet nominerad till en Golden Globe för bästa manliga biroll. Filmen blev även bland annat nominerad för pris på Toronto International Film Festival och British Academy Film Awards.